# Fabio Wibmer
Fabio Wibmer (* 30. června 1995, Oberpeischlach, okres Lienz) je rakouský horský cyklista, trialista a youtuber. Jako cyklista je aktivní primárně jako cyklotrialista, jezdí také downhill. V oblasti závodů horských kol je známý jako "multitalent" nebo "všeuměl". Před nedávnem začal spolupracovat se značkou Canyon Bicycles.
Fabio Wibmer má 1 sourozence, Floriana Wibmera.

## Kariéra
Fabio Wibmer byl od dvanácti let jezdcem motokrosových závodů. V roce 2009 se prostřednictvím YouTube videí skotského trialisty Dannyho MacAskilla začal specializovat na biketrial. První reálný kontakt s tímto sportem nastal v zimě roku 2010 s prvním trialovým kolem. V roce 2012 byl ve věku 16 let přijat do Red Bull Wings Academy nedaleko Mnichova. Od roku 2014 je spolu s dalšími trialisty stálým členem "Drop & Roll Street Trial Show", kterou založil MacAskill.
Od poloviny roku 2017 je Fabio Wibmer oficiálním sportovcem s podporou společnosti Red Bull.
Dne 9. srpna 2017 byl Fabio Wibmer hostem v pořadu RTL stern TV.

## Sportovní úspěchy
Mezi jeho největší sportovní úspěchy patří vítězství rakouské soutěže Whip-Off-Contest v roce 2015, tutéž soutěž vyhrál také v roce 2016, v témže roce vyhrál státní mistrovství v Downhill závodech a soutěž Downhill Cup Innsbruck. V letech 2016 a 2017 dosáhl prvního místa v "Whip-Off-Contest" na Dirtmasters festivalu ve Winterbergu.

## Videa na webu

### YouTube
Jako videoproducent na svém YouTube kanálu natáčí kreativní videa s jízdou na horském kole. Jeho video kanál se stal známým pro veřejnost tím, že má více než 7,43 milionů odběratelů a více než 150 milionů zhlédnutí jednotlivých videí. V roce 2018 byl kanál Fabia Wibmera na 9. místě v počtu odběratelů v Rakousku a na 112. místě z nejvíce odebíraných sportovních kanálů na světě.
V roce 2015 společnost aepic.tv produkovala video Fabia Wibmera s názvem "Paris Is My Playground", za toto video získali ocenění Webvideopreis Deutschland (cena za webové video v Německu) v kategorii "Sport".
Úspěšně bylo video "Urban Freerides lives" z dubna 2017. Během prvního roku od vydání získalo více než 22 milionů zhlédnutí a získalo mezinárodní publikum.
K dosažení jednoho milionu odběratelů vydal speciální výroční video s názvem "Fabiolous Escape 2", video bylo natočeno na jaře 2018. Celkově se video natáčelo 24 dní a byl to tak největší a nejdražší video projekt Fabia Wibmera.

### Filmografie (Výběr)
| Datum         | Název                              | Místo                                            | Komentáře |
| ------------- | ---------------------------------- | ------------------------------------------------ | --- |
| únor 2014     | Paris Is My Playground             | Paříž                                            | Webvideopreis Deutschland v kategorii Sport                                                                     |
| prosinec 2014 | Osttirol Is My Playground          | Osttirol                                         | Video natočil Hannes Berger; hudba Family Crest (The Headwinds & Love Don't Go) a Early Morning Rebel (Hold On) |
| prosinec 2015 | Fabiolous Escape                   | Osttirol                                         | Natočil Hannes Berger                                                                                           |
| listopad 2016 | Out Of Mind                        | Saalbach-Hinterglemm                             | Natočil Manuel Nguyen                                                                                           |
| listopad 2016 | Riding a bike on a 200 m high rail | Přehradní hráz Kölnbreinsperre, elektrárna Malta | Příspěvek do GoPro Of the World Contest                                                                         |
| duben 2017    | Urban Freeride lives               | Salcburk                                         | Natočil Hannes Berger                                                                                           |
| červenec 2017 | Urban Freeride lives in Vienna     | Vídeň                                            | Natočil Manuel Nguyen; hudba The Phantoms (Take The World & Can't Get Enough)                                   |
| září 2017     | Riding down the Dolomites          | Dolomity                                         | Natočil Stephan Senfter; hudba Here and Now (Energy)                                                            |
| duben 2018    | Fabiolous Escape 2                 | Saalbach-Hinterglemm                             | Natočil Alex Meliss; hudba Audionetwork.com                                                                     |

### Kritika
Jako kontroverzní bylo vnímáno jeho video "Riding down the Dolomites". Ve videu Fabio Wibmer sjíždí na horském kole svahy pohoří Dolomity. V komunitě jezdců na horských kolech a na bike diskuzních fórech byl projekt podporovaný společností Red Bull přijat spíše negativně. Vedle používání dvou vrtulníků pro účely dopravy a natáčení v horách, byl kritizován hlavně způsob jízdy Wibmera, který po sobě v alpském terénu zanechal mnoho dlouhých brzdných stop. Takové chování porušuje tzv. trailovou etiketu, propagující styl jízdy, který po sobě zanechává co nejméně stop a nezavdává tak příčínu ke konfliktům s ostatními návštěvníky.